# オオヒルヤモリ
オオヒルヤモリ（Phelsuma madagascariensis）は、有鱗目ヤモリ科ヒルヤモリ属に分類されるトカゲ。

## 分布
マダガスカル東部
種小名madagascariensisは「マダガスカル産の」の意だが、本種のみにかかわらずヒルヤモリ属の構成種は多くがマダガスカルに分布する。

## 形態
最大全長24センチメートル。体側面の顆粒状の鱗が背面の顆粒状の鱗と比較して大型で、直径1ミリメートルに達することが多い。
吻端から眼を通り、頸部にかけて筋模様が入る。

## 分類
亜種ベーメオオヒルヤモリP. m. boehmeiをシノニムとする説もある。
2007年に吻端から眼にかけての筋模様や体側面の顆粒状の鱗といった形態、ミトコンドリアDNAのシトクロムb・12S rRNAの分子系統解析で基亜種ではなくP. abbottiにP. perkeriとより近縁（P. abbottiやP. perkeriを含まない本種は偽系統群と推定された）という解析結果が得られたことから、亜種キタオオヒルヤモリP. m. grandisと亜種ミドリオオヒルヤモリP. m. kochiを独立種とする説が提唱された。

## 生態
低地から標高1,000メートル付近にかけての森林に生息する。樹上棲。昼行性。
食性は雑食で、昆虫、節足動物、小型爬虫類、果実、花の蜜などを食べる。
繁殖様式は卵生。

## 人間との関係
分布域が広いことから絶滅の危険性は低いと考えられている。一方で森林伐採による生息地の破壊、ペット用の採集により生息数は減少している。1977年にヒルヤモリ属単位でワシントン条約附属書IIに掲載されている。
ペットとして飼育されることもあり、日本にも輸入されている。